# Primalterapi
Primalterapi, i Sverige även kallad intensivterapi, och primalskriksterapi är en metod för psykoterapi. Den bygger på antagandet om att födelsetraumat ligger till grund för neuroser och ångest som senare kan uppstå i livet. Metoden utvecklades på 1970-talet av Arthur Janov. Den hade i början av 2020-talet få förespråkare. Metoden bygger på att person ska kunna befrias från kroppsliga spänningar och psykiska problem genom att återuppleva  födelsesituationens intryck och uttryck; det nyfödda barnets skrik av smärta och skräck,  så kallat primalskrik.
Janov kom till Sverige 1972 för att bland annat beskriva och demonstrera sin metod för svensk expertis. Svensken Tomas Videgård genomförde en studie 1975–1976, "The Success and Failure of Primal Therapy: A Critical Review", där 32 före detta patienter intervjuades angående deras erfarenheter av behandlingen. Tomas Videgård var själv patient hos Janov. Videgårds slutsats var att terapi hos The Primal Institute var marginellt bättre än Tavistockkliniken och betydligt bättre än Menningerkliniken (de två psykoterapikliniker som han jämförde med). Han skrev vidare att resultatet var ungefär hälften så bra som Janov hävdade: 40 % framgång i stället för 98–100 %.
John Lennon och Yoko Ono var kanske de mest kända som genomgick primalterapi för Janov. Texterna på Lennons första studioalbum John Lennon/Plastic Ono Band är starkt präglade av primalterapin - särskilt Mother. Janovs starka ateism har påverkat låtarna God och I Found Out.[källa behövs]

## Media
- 1971 The Inner Revolution - En personlig beskrivning av behandlingen av Gil Toff. 85 min.
- 1976 Primal Therapy: In Search of the Real You - Kanadensisk dokumentär. 19 min.
- 1978 Primalterapi: vintern 1977 - TV-serie i tre delar. 130 min.[7]
- 1986 Fläskfarmen TV-film av Lars Molin efter Knut Pettersens roman. 90 min.
- 2018 Arthur Janov's Primal Therapy - En associativ betraktelse. 45 min.